# Clinique Saint-Joseph
La clinique Saint-Joseph est un établissement de santé de l'île de La Réunion, un département d'outre-mer français dans le sud-ouest de l'océan Indien. Installée au 37, rue Roland-Garros, à Saint-Joseph, elle relève du groupe Clinifutur.
Elle a ouvert en 2009.
Elle comporte une activité de soins de suite et de réadaptation, notamment pour les personnes âgées ; elle emploie dans ce cadre la méthode Montessori.